# Holger Haltenhof
Holger Haltenhof (* 18. November 1953) ist ein ehemaliger deutscher Fußballspieler.

## Karriere
Haltenhof spielte in der Jugend des TSG Schönkirchen, wo er durch seine Leistungen auf sich aufmerksam machte und zu DFB Sichtungslehrgängen eingeladen wurde. Er machte zwar kein Spiel im DFB-Dress wurde aber für das A-Jugendteam des Hamburger SV verpflichtet. Haltenhof schaffte zwar den Sprung ins Bundesligateam, kam aber in der Saison 1972/73 lediglich zu einem Kurzeinsatz, ab der 87. Spielminute gegen Hannover 96. Das Spiel endete 3:2 für Hannover. Da er sich beim HSV nicht durchsetzen konnte, wechselte er zu Holstein Kiel, wo er in der Regionalliga in 24 Spielen acht Tore erzielte. Anschließend spielte er drei Jahre in der Landesliga beim Heikendorfer SV. Ab der Saison 1977/78 ging er wieder auf Torejagd für Kiel, mit denen er den Aufstieg in die 2. Fußball-Bundesliga schaffte. Im Zweitligajahr bestritt er 31 Spiele in der Nordstaffel für die "Störche" in denen er acht Tore erzielte. Da Haltenhof trotz mehrerer Operationen, anhaltende Knieprobleme hatte spielte er anschließend ausschließlich im Amateurbereich für VfR Neumünster und den VfR Laboe.